# Ido-stiftelsen för språkforskning till Hellmut Röhnisch minne
Ido-stiftelsen för språkforskning till Hellmut Röhnischs minne är en stiftelse som bildades av Svenska Ido-förbundet i samband med dess upplösning 1996.
Stiftelsens huvudsakliga ändamål är att främja undervisning, utbildning och forskning inom det språkvetenskapliga området. Eftersom stiftelsens medel ursprungligen donerats för främjande av det internationella världsspråket Ido, bör – om så befinnes lämpligt – sådan undervisning, utbildning och forskning som behandlar världsspråk och andra medel för att överbrygga barriärer mellan människor och nationer främjas.
Stiftelsen har fått sitt namn av det Svenska Ido-förbundets siste ordförande Hellmut Röhnisch.

### Webbkällor
- Stiftelsens webbplats